# Championnat de Roumanie de baseball
Le championnat de Roumanie de baseball se tient depuis 1995. Il réunit l'élite des clubs roumains sous l'égide de la Fédération roumaine. Le premier champion fut le CSS Roman et le tenant du trophée est le SC Dinamo Bucarest.
Le champion prend part à l'European Cup Qualifier, phase qualificative pour la Coupe d'Europe de baseball.

## Les clubs de l'édition 2011
- CS Dinamo Bucurest
- CS Atletico Alexandria
- LPS CSS Roman
- CS Royals IGB Suceava
- CS Leaders Calarasi
- CS Giants Nasaud

## Palmarès
| - 1995 : CSS Roman - 1996 : LPS CSS Roman - 1997 : LPS CSS Roman - 1998 : CSS N°6 Bucarest - 1999 : CSS N°6 Bucarest - 2000 : SC Dinamo Bucarest - 2001 : SC Dinamo Bucarest - 2002 : SC Dinamo Bucarest |  | - 2003 : SC Dinamo Bucarest - 2004 : SC Dinamo Bucarest - 2005 : SC Dinamo Bucarest - 2006 : SC Dinamo Bucarest - 2007 : SC Dinamo Bucarest - 2008 : CS Atletico Alexandria - 2009 : SC Dinamo Bucarest - 2010 : SC Dinamo Bucarest |